# جائزة إيطاليا الكبرى 1960
جائزة إيطاليا الكبرى 1960 هو سباق فورمولا 1 أقيم بتاريخ 4 سبتمبر 1960 في حلبة مونزا، إيطاليا. كان التاسع من أصل 10 في بطولة العالم لسباقات الفورمولا واحد موسم 1960. حلّ الأمريكي فيل هيل أولا بينما جاء الأمريكي ريتشي جينثر في المركز الثاني.